# Detlef Beer
Detlef Beer (* 1963 in Wolfenbüttel) ist ein deutscher Maler und Zeichner.

## Werdegang
Nach dem Abitur (1982 in Wolfenbüttel) studierte Beer Kunst und Werkpädakogik an der HBK Braunschweig. Von 1992 bis 1995 studierte Beer Kunstgeschichte an der Universität Bonn.

## Einzelausstellungen (Auswahl)
- 2002: Kunstpreis der Stadt Bonn, Kunstmuseum Bonn
- 2006: Detlef Beer, Forum +, Concertgebouw/Groeningemuseum  Brügge
- 2006: Bild mit Wohnung, MIWO, Bonn
- 2011: Detlef Beer, Malerei, Kunstkabinett Hennig, Bonn
- 2013: Detlef Beer, ohne Titel, Kunsthalle Gießen
- 2016: Detlef Beer, Stadtmuseum Siegburg

## Gemeinschaftsausstellungen (Auswahl)
- 2005: Ortswechsel. Galerie Graf und Schelble, Basel
- 2011: Papier/paper, kunstgaleriebonn
- 2012: Papier/paper II: kunstgaleriebonn

## Preise und Stipendien
- 1998: Arbeitsstipendium der Stiftung Kunstfonds, Bonn[1]
- 2001: Kunstpreis der Stadt Bonn
- 2004: Stipendium Kunstverein Röderhof[2]
- 2012: Katalogförderung der Stiftung Kunstfonds, Bonn[3]